# Estàtua eqüestre de Gattamelata

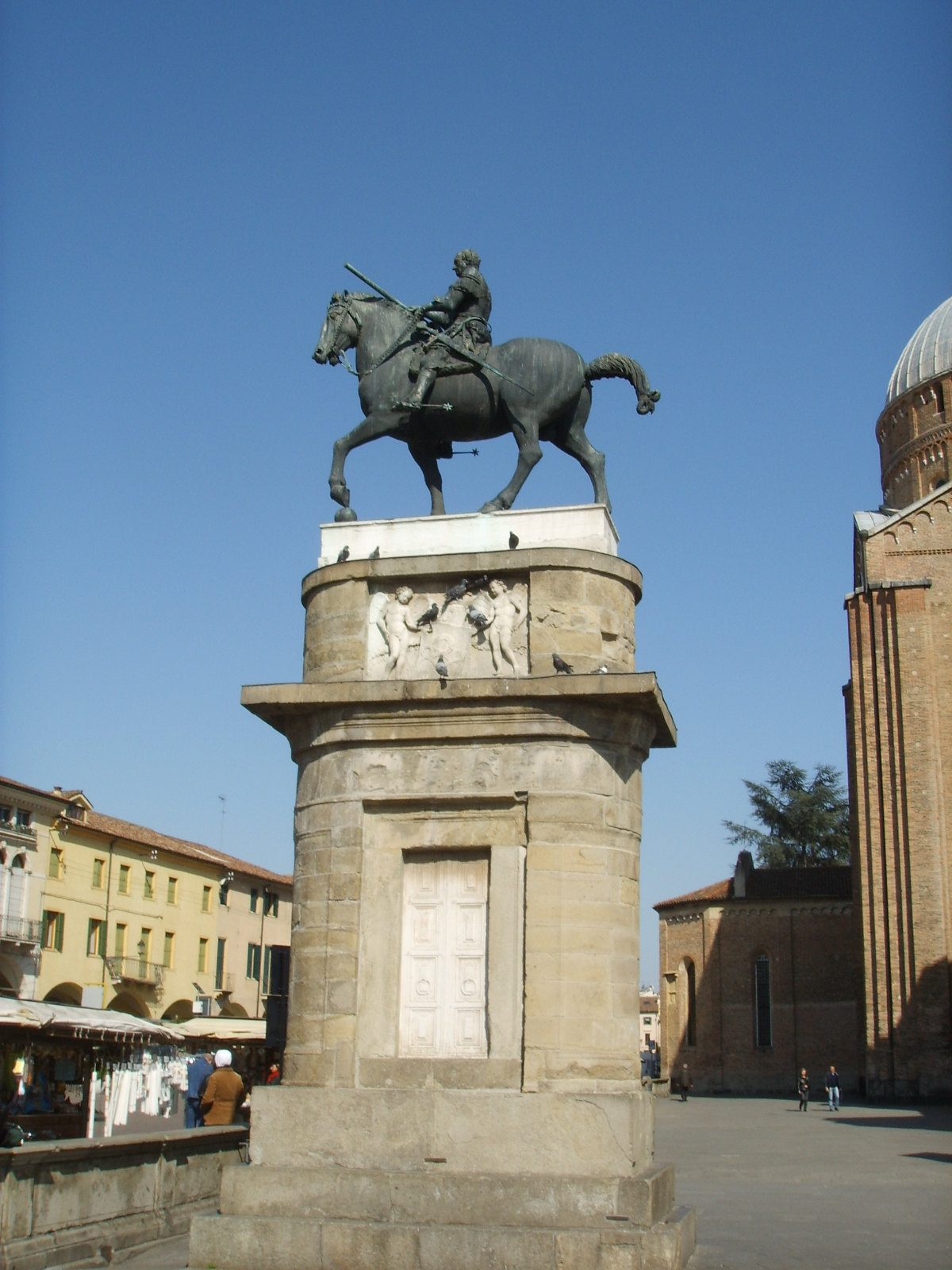
Estàtua eqüestre de Gattamelata de Donatello

L'estàtua eqüestre de Gattamelata, es tracta d'una escultura monumental, realitzada en bronze el 1453 per Donatello, per a la plaça de la Basílica de Sant Antoni de Pàdua (Itàlia), encarregada per l'esposa i fill del propi condottiere Erasmo de Narni anomenat Gattamelata. És una de les primeres i més importants estàtues eqüestres fosa en bronze de tot el renaixement, inspirant-se a l'estàtua de Marc Aureli romà. L'estàtua del condottiero Gattamelata, és la primera en honor d'un guerrer de tot el món modern. La fosa es va realitzar al taller d'Andrea della Caldiere a la cera perduda, té unes dimensions de 340 x 390 cm, i es recolza sobre un sòcol de base de 7,80 x 4,10 metres.

## Història
L'estàtua eqüestre de mida natural de bronze, ja havia estat tractada pels escultors romans com l'estàtua eqüestre de Marc Aureli emplaçada aleshores a Sant Joan del Laterà; també els cavalls de Sant Marc de Venècia van servir de model per al renaixement italià, i poden considerar-se inspiradors del Gattamelata de Donatello i del Colleoni de Verrocchio.
L'encàrrec i el cost del monument va ser pagat en gran part per la vídua del condottiere, Giacoma Gentile della Leonessa i la resta va anar a càrrec del Senat venecià, que va donar l'autorització per crear aquest monument a Pàdua.
Donatello als seus viatges a Roma havia vist i estudiat els principals monuments i estàtues antigues de la ciutat, on segurament va veure l'estàtua eqüestre de l'emperador Marc Aureli, és possible que aquest monument romà el servís com a inspiració per realitzar l'encàrrec de Pàdua, així com els cavalls de Sant Marc a Venècia, procedents de l'Hipòdrom de Constantinoble.
|  |  |

## Descripció

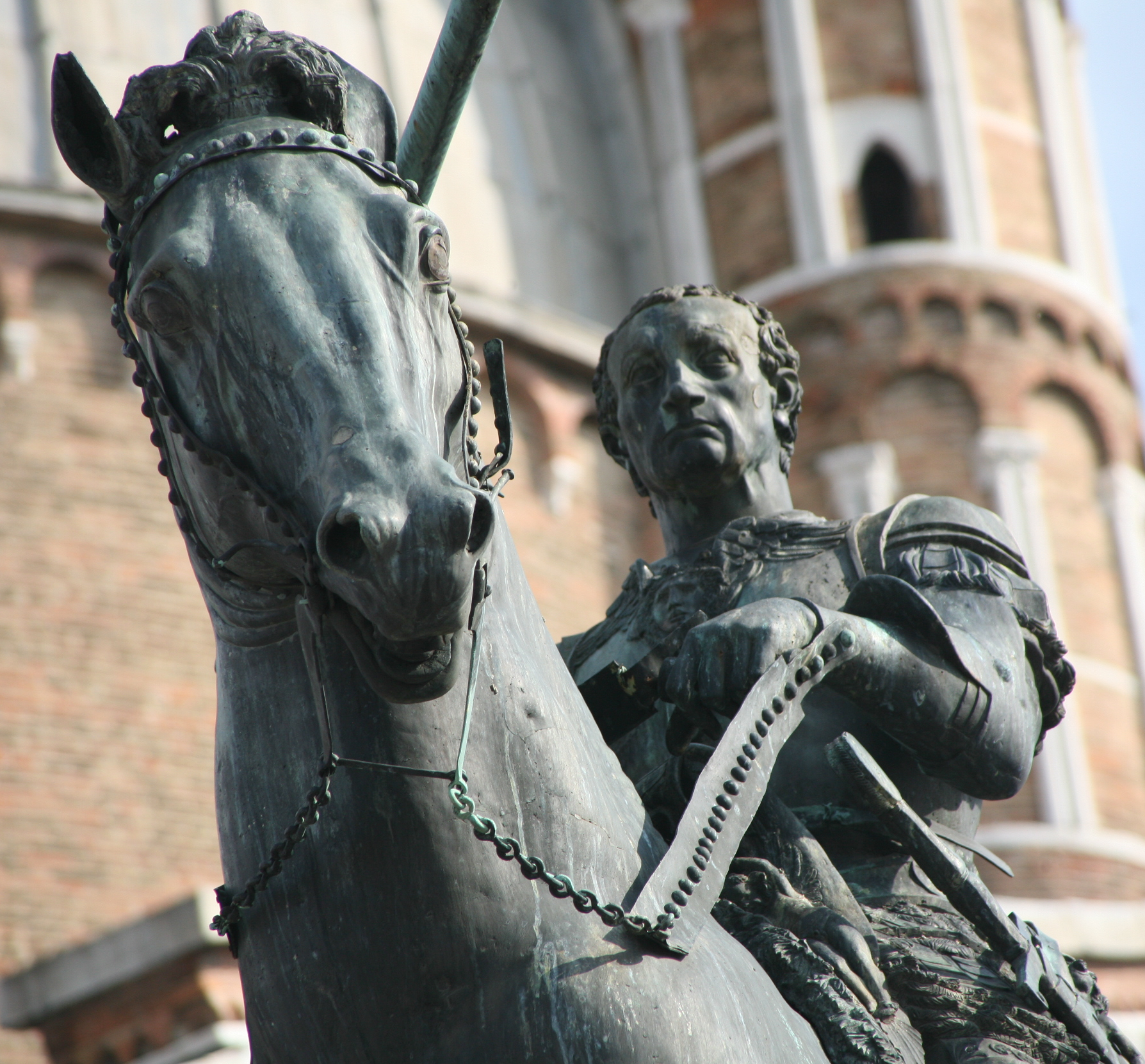
Detall de l'estàtua de Gattamelata

El monument encarregat com a obra funerària, s'aprecia al basament, que es troba vetllat per angelets dolguts, i està proveït als seus costats d'unes portes de marbre, que imiten dels sarcòfags clàssics, les portes de l'Hades, i es construeix en una planta el·líptica amb blocs de pedra horitzontals, com si es tractés d'una cambra funeral. A la part superior es representa el condottiero, idealitzat com un antic emperador romà, passant revista a la tropa. És en una actitud de comandament i amb un gest de poder, porta en una mà el bastó de comandament, i a l'altra les regnes del magnífic cavall realitzat amb un gran realisme, on sembla que les línies generals del cavall van ser preses dels de Sant Marc, tanmateix Donatello l'imprimeix a la figura de l'animal una potent tensió, que sembla avançar lentament, el que es dedueix pel moviment de les seves potes, a la davantera esquerra que és la que queda a l'aire, es recolza sobre una bola de bronze, mostra el cap girat lleument cap a un costat. La proporció del cavall és una mica superior a la del genet, que ha estat interpretat com un sentit de control per part del general que va saber guiar fermament les diverses situacions per les que va passar en vida.
El retrat del personatge, està realitzat amb intenció de ressaltar les virtuts militars, representant la conducció del cavall sense violència però amb autoritat, la calma de tot el conjunt deixa clar les victòries d'un home que les va aconseguir amb la seva intel·ligència i la seva energia. La seva mirada es dirigeix al capdavant controlant el cavall com a l'exèrcit invisible, amb el cap descobert. El cavaller es vesteix amb una armadura decorada, amb elements propis del segle xv, per exemple a les proteccions dels braços i cames, ressalta l'enorme espasa, símbol també del poder. Totes aquestes dades demostren que l'escultor no estava gaire interessat a reproduir una obra clàssica, ja que antigament estava prohibit la representació en estàtues de personatges militars [pujats als seus cavalls amb les armadures. El bastó de comandament que sosté Gattamelata podria representar el que li va oferir el govern de Venècia el 1438.